# Bachianas brasileiras

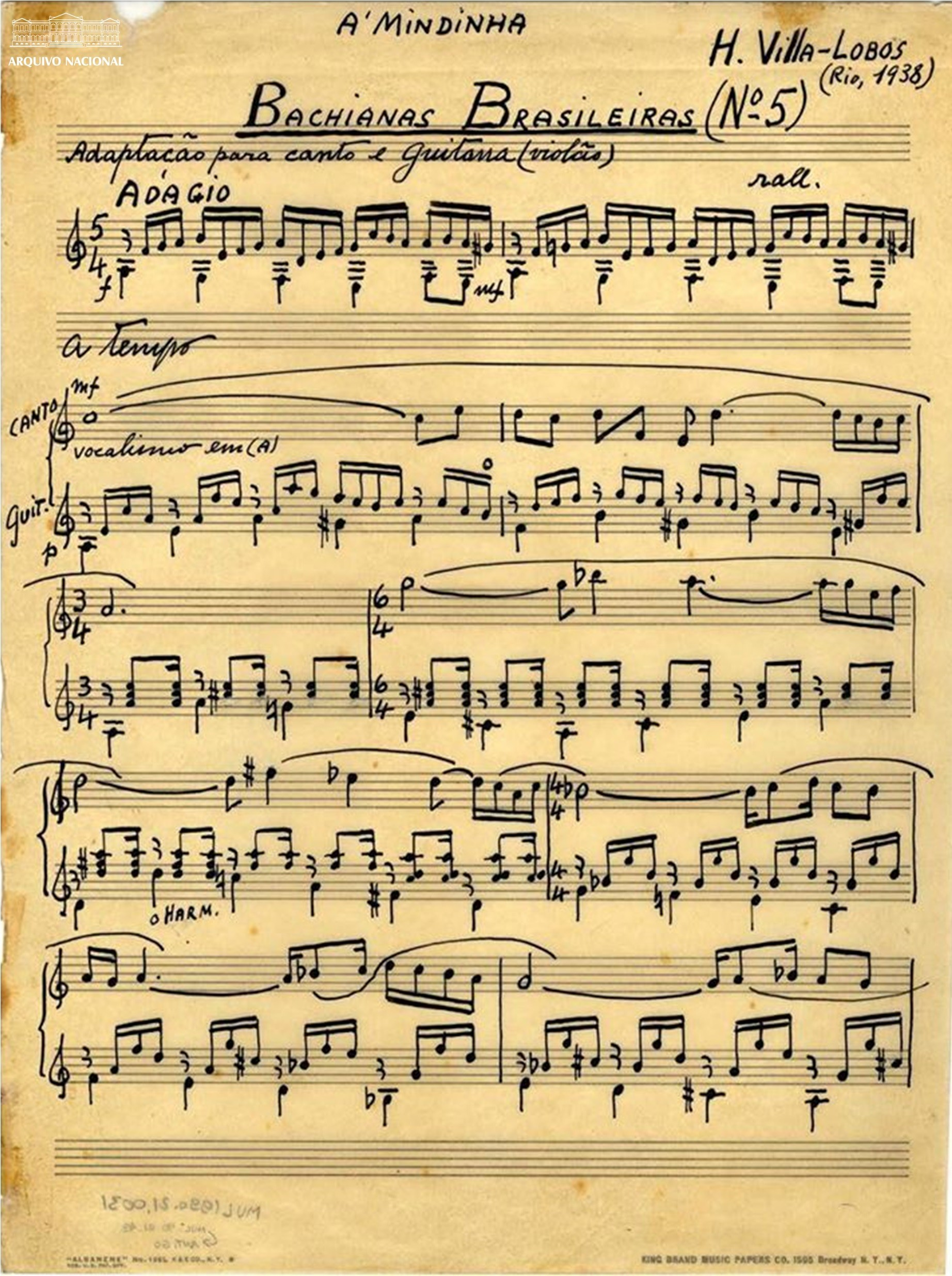
Partition des Bachianias brasilieiras n°5.

Les Bachianas brasileiras sont une série de neuf suites du compositeur brésilien Heitor Villa-Lobos. Elles ont été écrites pour diverses combinaisons d'instruments et de voix entre 1930 et 1945.
Chacune représente une fusion entre des airs du folklore brésilien ou des musiques populaires brésiliennes et le style de Jean-Sébastien Bach. La plupart des mouvements de chaque suite ont deux titres, l'un emprunté à Bach (Prelúdio, Fuga, etc.), l'autre brésilien (Embolada, O Canto da Nossa Terra, etc.).

## Liste des Bachianas brasileiras

### N° 1 pour huit violoncelles (1932)
1. Introdução (Embolada)
2. Prelúdio (Modinha)
3. Fuga (Conversa) (Conversation)

### N° 2 pour orchestre de chambre (1933)
Elle comporte quatre mouvements à programme, chacun reprenant une pièce antérieure pour piano ou pour violoncelle et piano : 
1. Prelúdio (O Canto do Capadócio)
2. Ária (O Canto da Nossa Terra)
3. Dança (Lembrança do Sertão)
4. Tocata (O Trenzinho do Caipira)

### N° 3 pour piano et orchestre (1934)
1. Prelúdio (Ponteio)
2. Fantasia (Devaneio) (Digression)
3. Aria - Modinha
4. Tocata (Picapu)

### N° 4 pour piano (1930-41)
orchestrée en 1942 (dédiée à Tomás Terán)
1. Prelúdio (Introdução)
2. Coral (Canto do Sertão)
3. Aria (Cantiga)
4. Dansa (Mindinho)

### N° 5, pour soprano et huit violoncelles (1938-1945)
Il s'agit probablement de l’œuvre la plus populaire de Villa-Lobos.
1. Aria (Cantilena) (paroles de Ruth V. Corrêa). Arrangé ultérieurement pour guitare solo et soprano par Villa-Lobos.
2. Dança (Martelo) (paroles de Manuel Bandeira)

### N° 6 pour flûte et basson (1938)
1. Aria (Choros)
2. Fantasia

### N° 7 pour orchestre (1942) (dédiée à Gustavo Capanema)
1. Prelúdio (Ponteio)
2. Giga (Quadrilha Caipira)
3. Tocata (Desafio)
4. Fuga (Conversa)

### N° 8 pour orchestre (1944)
1. Prelúdio
2. Aria (Modinha)
3. Tocata (Catira batida)
4. Fuga

### N° 9 pour chœur ou orchestre à cordes (1945)
1. Prelúdio
2. Fuga

## Enregistrements
Villa-Lobos a enregistré ces neuf compositions à Paris avec l'Orchestre national de France pour EMI. Ces enregistrements de référence ont été édités sur disques vinyle et CD. D'autres chefs d'orchestre et interprètes ont aussi réalisé des enregistrements des Bachianas brasileiras, parmi lesquels Michael Tilson Thomas, Jesús López Cobos et Kenneth Schermerhorn avec le Nashville Symphony Orchestra (en) pour Naxos. 
Joan Baez a enregistré la version chantée de la suite n° 5.